# Dosenöffner

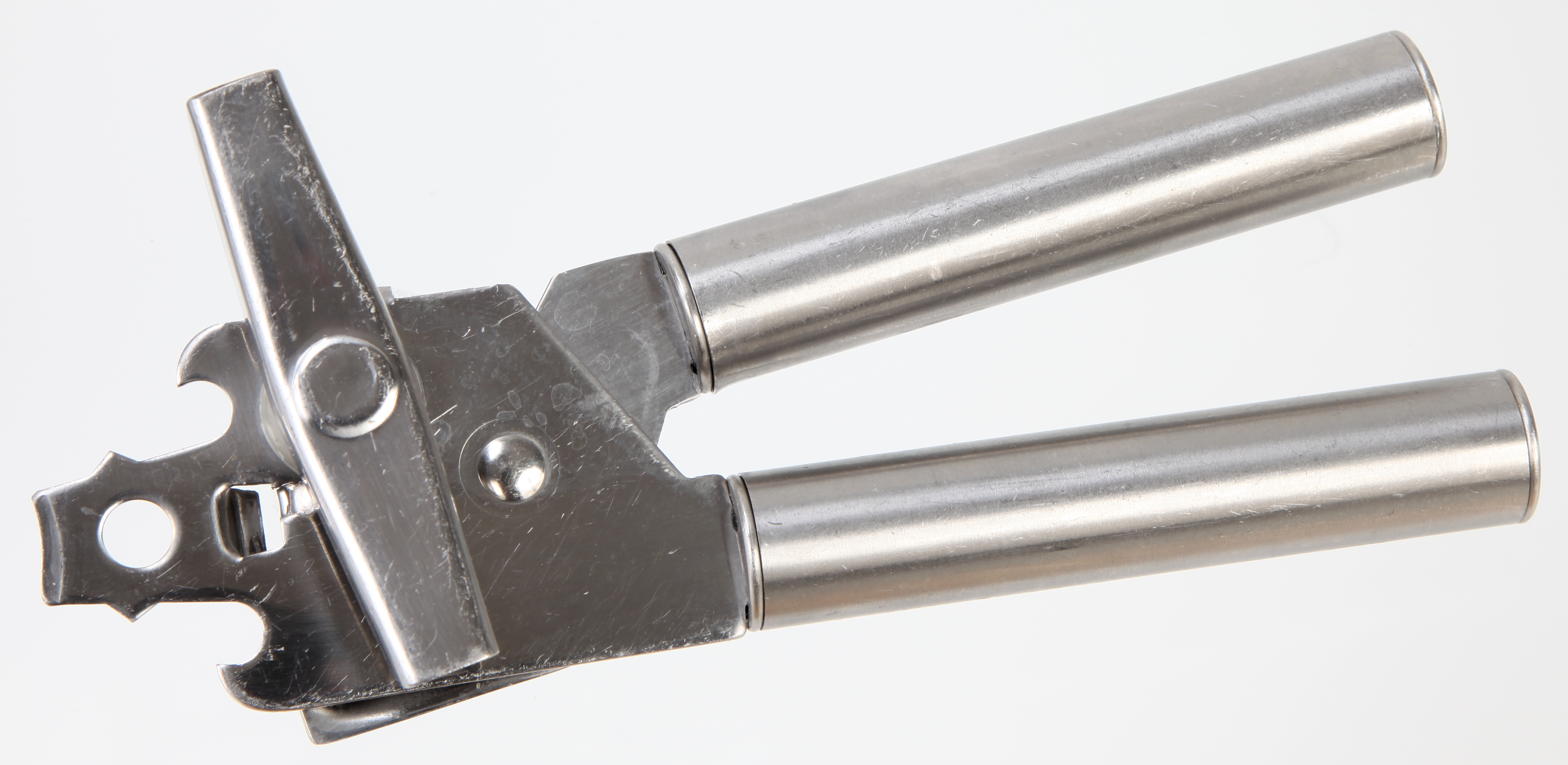
Dosenöffner mit Zangenhebeln und Drehknebel sowie zwei Flaschenöffnern

Dosenöffner bezeichnet ein Gerät zum vollständigen Öffnen von metallenen Konservendosen. Einzelne Löcher, wie in Kondensmilch-Dosen, können auch mit einem Dosenlocher erzeugt werden.

## Geschichte
Die Konservendose wurde 1810 von dem Engländer Peter Durand zum Patent angemeldet. Sie fand ihre erste weite Anwendung ab 1813 bei der Royal Navy und der britischen Armee. Die damals vergleichsweise dickwandigen Dosen wurden mit den im Feld verfügbaren Schneid- und Schlagwerkzeugen geöffnet, so vor allem mit starken Messern wie dem Bajonett, fallweise auch mit Hammer und Meißel oder einem Beil.
Ein spezielles Gerät zum Dosenöffnen wurde erst 1855 von Robert Yeates aus England erfunden und im Jahre 1858 patentiert. In der Folge meldete der US-Amerikaner Ezra J. Warner 1858 ein neues Patent auf einen Dosenöffner an, der auch in der US-Armee verwendet wurde. 1870 erfand der US-Amerikaner William Lyman den bis heute verwendeten Dosenöffner mit Schneidrad, der vor allem deshalb erfolgreich sein konnte, weil mittlerweile für die Dosenproduktion dünneres Blech verwendet wurde.

## Effektivität und Variationen
Mit der Verbreitung der Konservendose haben sich auch zahlreiche Variationen von Öffnergeräten herangebildet. Die Effektivität ist je nach Modell unterschiedlich, sie hängt neben der richtigen Handhabung vor allem der einfachen Instrumente auch von Material und Form der Dose, sowie vom bisherigen Verschleiß der Transport- und Schneidwerkzeuge ab. Vielfach versagen Dosenöffner gegen Ende des Schneidvorgangs, wenn der Dosenrand unter dem Druck des Werkzeugs und der haltenden Hand seine Form verändert und damit die Werkzeugfortbewegung behindert.
Neuere Modelle lösen statt des Deckelblechs den umrandenden Falz, wobei keine scharfen Kanten entstehen.

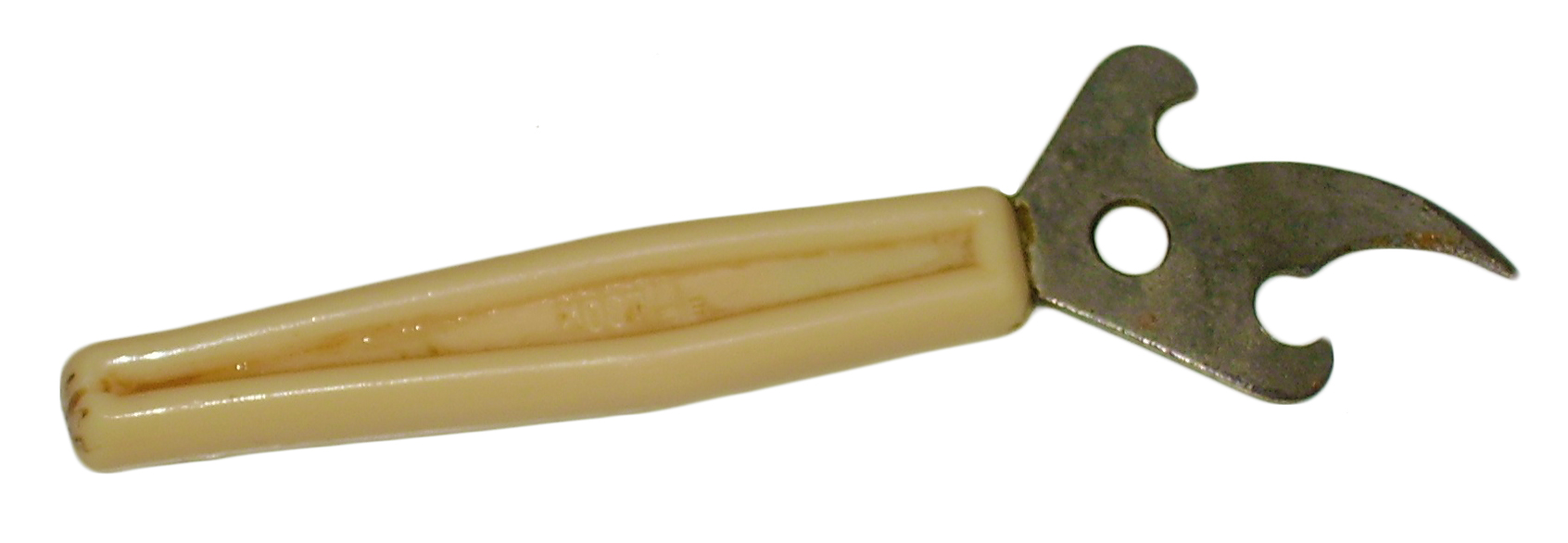
Russisches Küchengerät
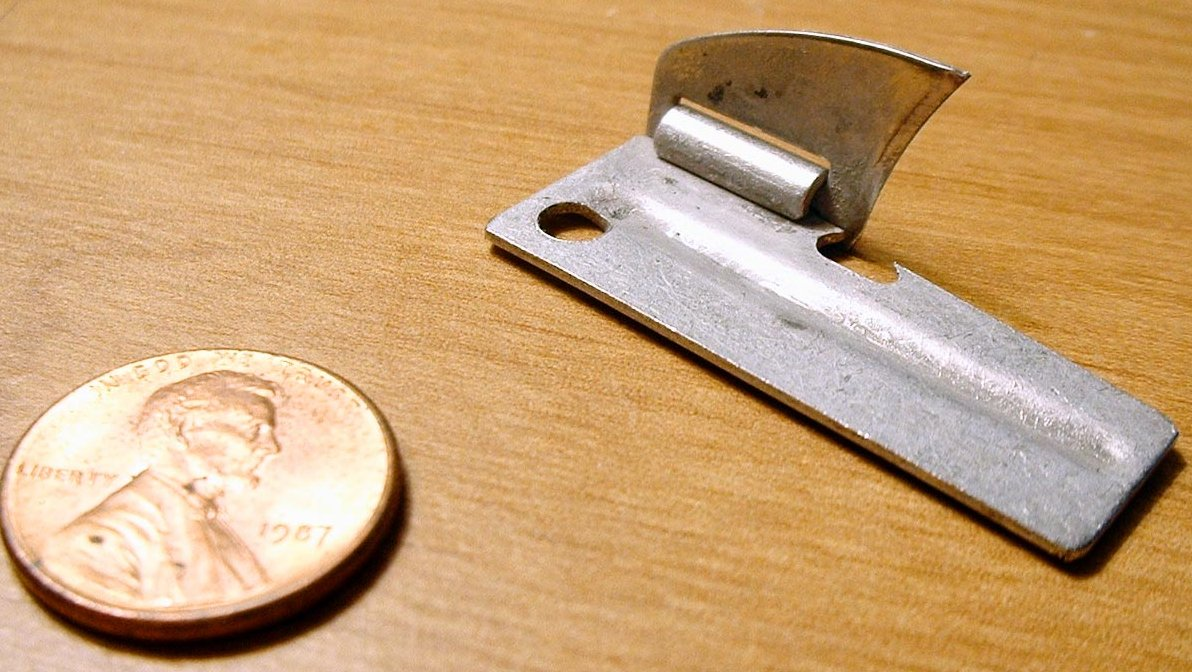
P-38 opener, ausgeklappt
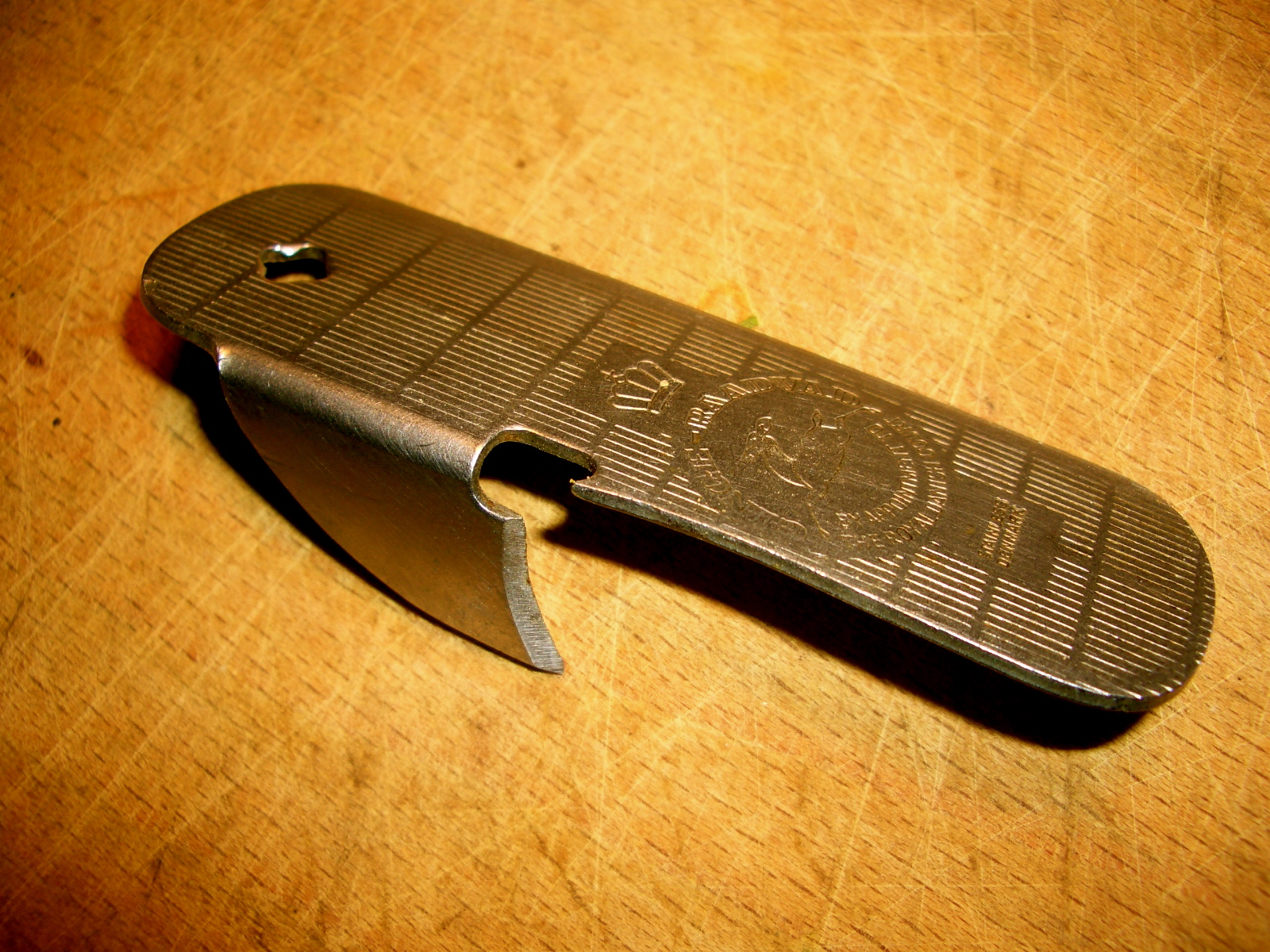
Dänisches Dosenöffnermodell (für Rechtshänder)
Verwendung eines Dosenöffners
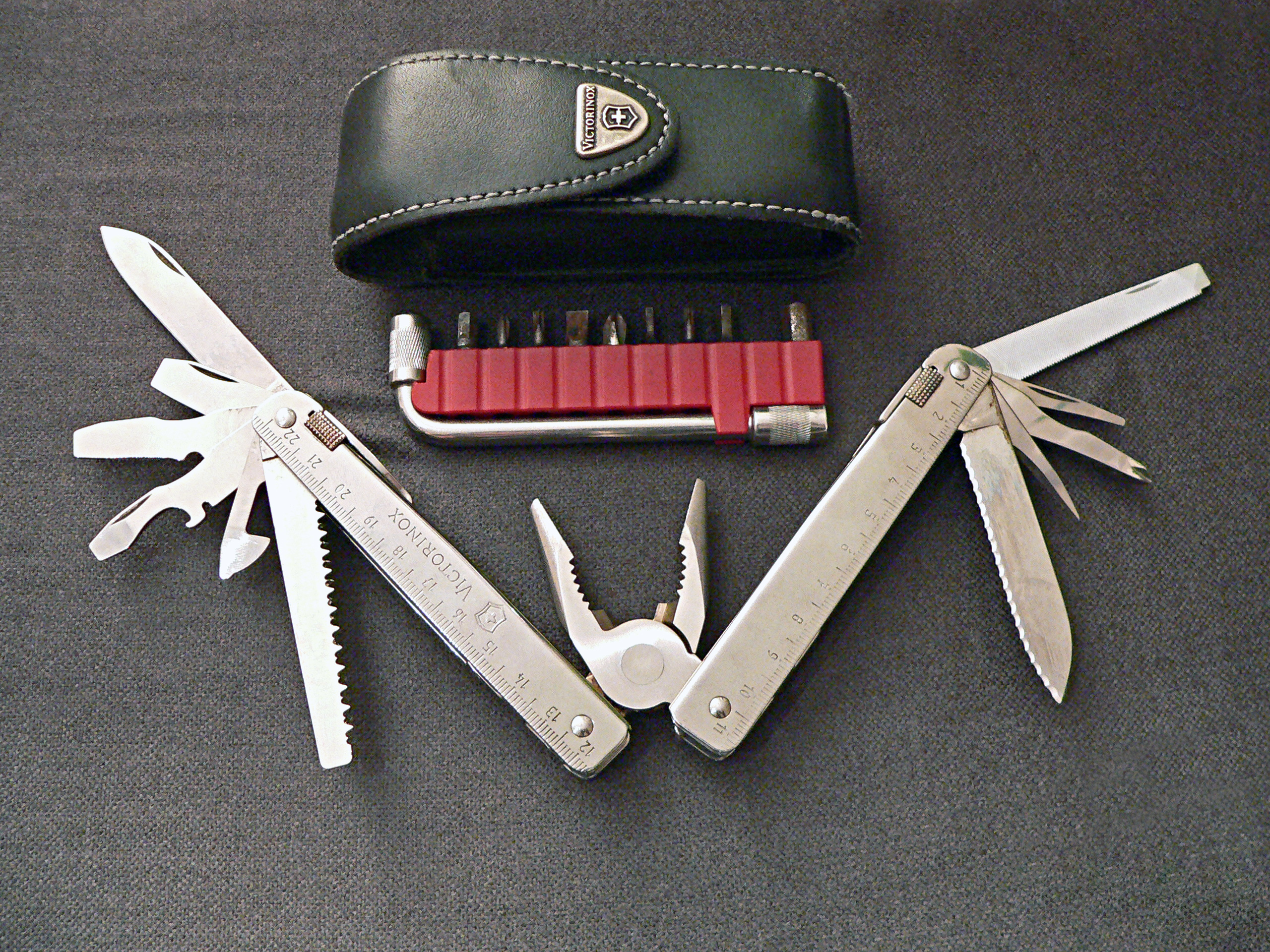
Multitool-Werkzeug mit Dosenöffner-Klinge (links, zweite von unten)
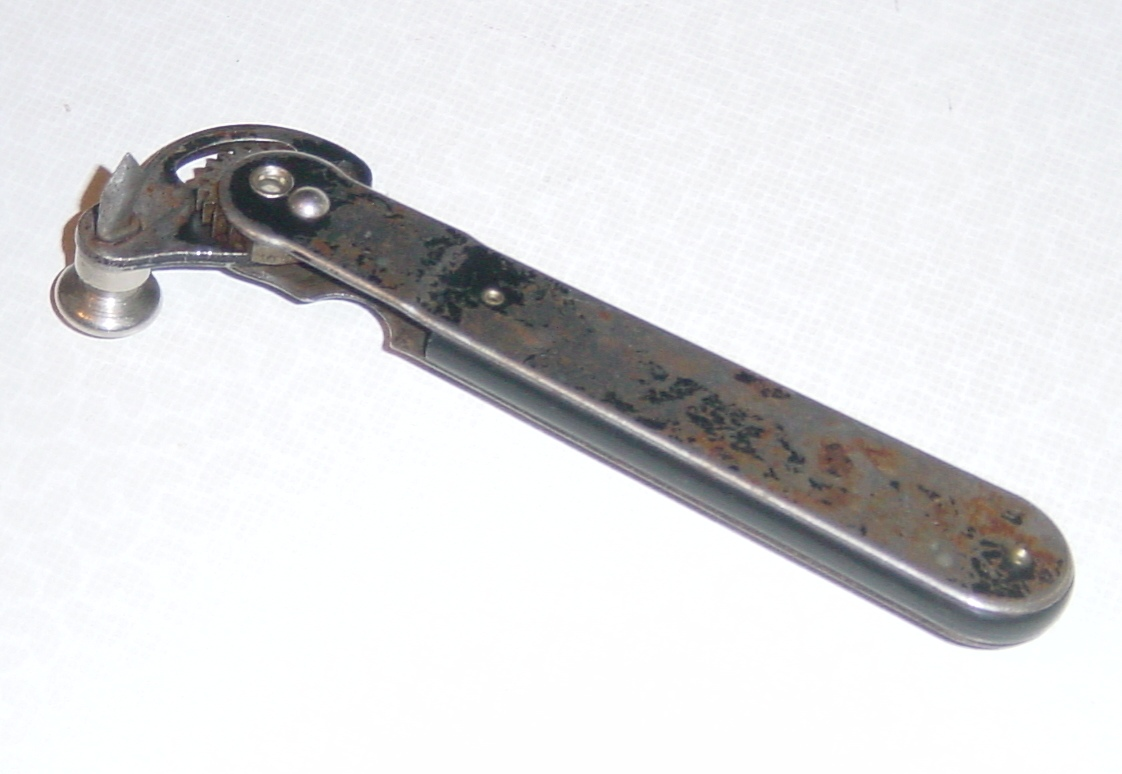
Dosenöffner der Firma Sieger mit Transportrad und Schneidmesser
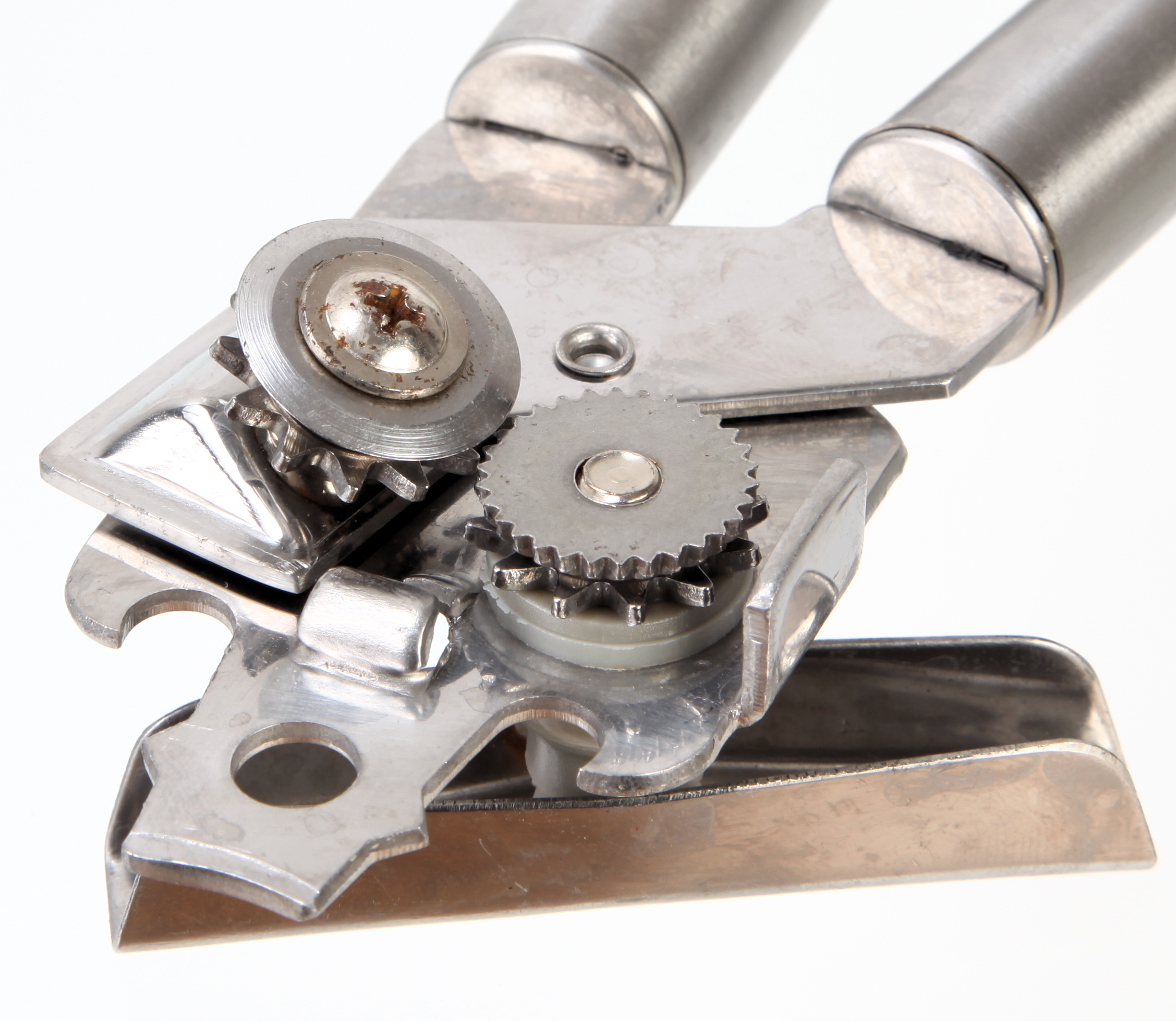
Detail: Schneidrad (links) und Transportrad (rechts)
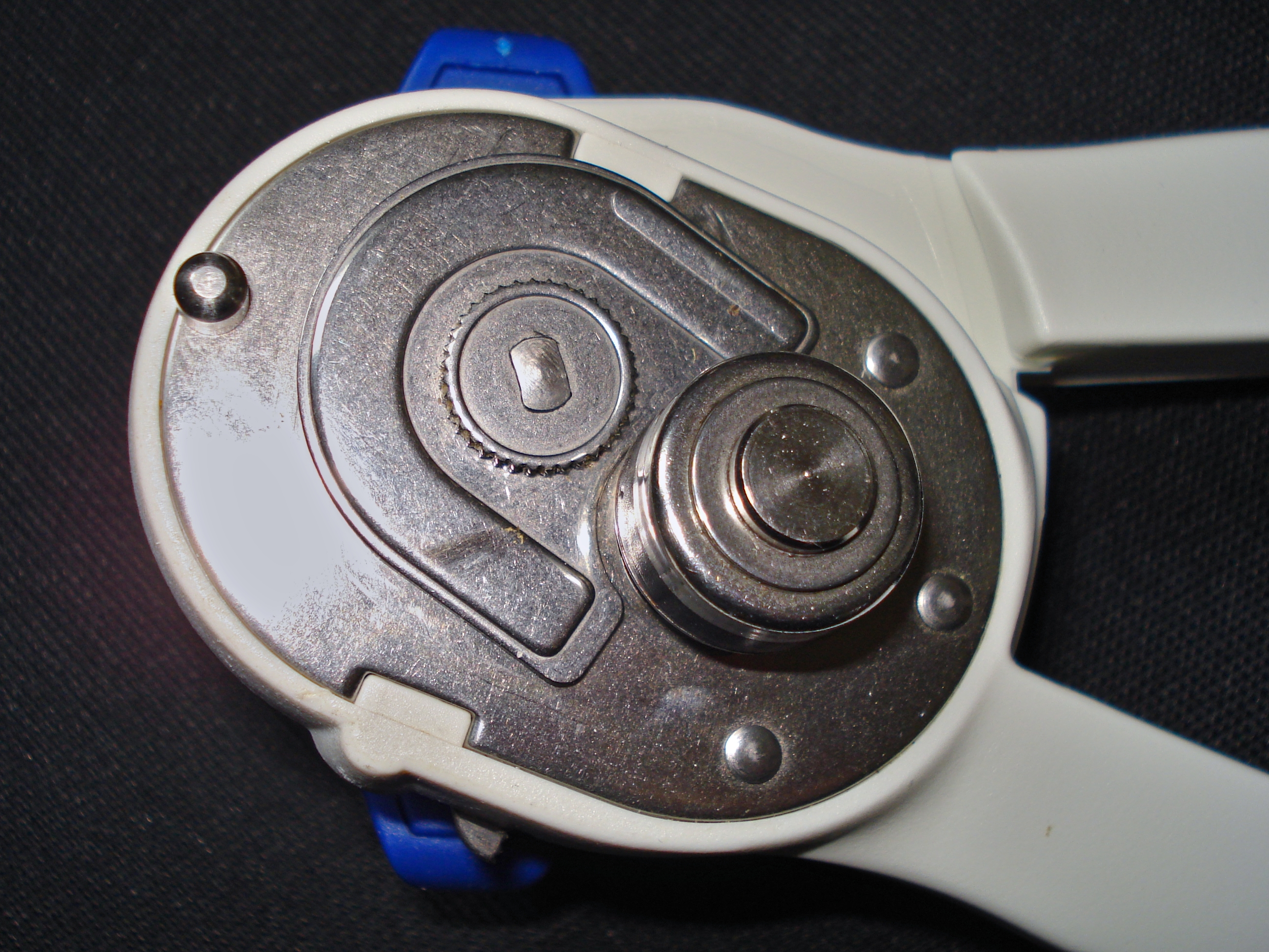
Dosenöffner zum Lösen des Deckelfalzes

### Einfache Instrumente
Mit einfachen Instrumenten wird größtenteils mit einer Spitze ein Loch in den Deckel gestoßen und eine Schneidfläche mit mehr oder weniger Geschick, Kraft und wiederholter Hebelbewegung entlang des Deckelrandes geführt. Dabei wird je nach verwendeter Technik das Deckelblech aufgeschnitten oder aufgerissen, teils beide Trennvorgänge kombiniert.

### P-38-Opener
Bekanntheit erlangte der „P-38 opener“, der regelmäßig den Kampfrationen der United States Armed Forces im Zweiten Weltkrieg bis hinein in die 1980er Jahre beigefügt war. Er besteht aus einem gelochten und profilierten Blechstück, das als Griff dient, und einem ausklappbaren Blechzahn. Eine Nut unter dem Blechzahn dient zum Einrasten in den überstehenden Dosenrand. Durch kräftiges Drehen des Griffblechs schneidet sich der Blechzahn durch die Hebelwirkung am Dosenrand in den Deckel. Den Namen erhielt das Werkzeug durch seine Länge von 38 Millimetern. Der P-38 opener wurde stets in braunes Packpapier gewickelt mitgeliefert. Auf diesem befand sich ein Bild zur Erläuterung des Gebrauchs sowie eine Anweisung zur Sterilisierung, der zufolge das Gerät an einer Schnur aufgefädelt in kochendes Wasser gehalten werden sollte. Offiziell war das Gerät als US Army pocket can opener bezeichnet, das neben dem Öffnen von Dosen zu zahlreichen anderen Zwecken z. B. als Schraubenzieher oder zum Kappen von Angelschnüren etc. benutzt wurde. Der P-38 wurde zahlreich nachgebaut und war bei Pfadfindern und Wanderern in Deutschland unter dem Namen „Wanderfreund“ beliebt. Neben dem P-38 gab es noch die größere Version „P-51“. Auch in der DDR gab es einen Nachbau mit der Bezeichnung Standard, dessen Griffblech abgerundete Enden hatte.

### Bestandteil von Vielzweck-Werkzeugen
Vielfach sind Dosenöffner-Vorrichtungen nach Art der Einfach-Instrumente an Armee- und Camping-Essbestecken, Taschenmessern oder Multifunktionswerkzeugen zu finden. Nachteilig sind oft erhebliche Verletzungsmöglichkeiten direkt mit diesen Geräten oder durch ausgezackte Dosenränder sowie auch eventuell verbleibende Metallspäne im Doseninhalt.

### Instrumente mit Transportrad
Komplexere Instrumente haben einen Hebelgriff oder Zangengriffe, mit denen ein gezähntes Transportrad gegen den überstehenden Dosenrand gepresst wird. Bei Betätigung des Einhand-Hebels oder eines zusätzlichen Drehmechanismus wird das Schneidwerkzeug am Innenrand oder außen am Falz des Dosendeckels entlangführt. Schneid- oder Trennwerkzeug sind Schneiddorne oder Schneidräder. Dosenöffner, die den Deckel am Innenrand des Falzes aufschneiden, tauchen ihre Schneide in das Innere der Dose und kommen so mit dem Doseninhalt in Berührung. Außerdem besteht die Gefahr, dass der Deckel beim Öffnen in die Dose fällt. Dosenöffner, die den Deckel außen am Falz von der Dose abtrennen, sogenannte Kantenschneider, haben den Vorteil, dass der Deckel nicht in die Dose fallen kann und der Deckel sich wieder aufsetzen lässt. Außerdem entstehen dabei weder an der Dose noch am Deckel scharfe Grate. Allerdings haben diese Öffner unter Umständen früher Probleme, wenn der Falz unpassende Abmessungen hat.

### Elektrisch betriebene Geräte
Bei Dosenöffnern mit elektrischem Antrieb wird die zu öffnende Konserve lediglich angesetzt und am Dosenfalz von einem Antriebsmechanismus einmal rundherum am Messer des Öffners entlanggeführt. Dosenumrundende Öffner schneiden einen Deckel ab.
Manche Küchen besitzen einen integrierten Dosenöffner, der an geeigneter Stelle eingebaut ist und meist elektrisch betrieben wird.

### Eingebaute Dosenöffner

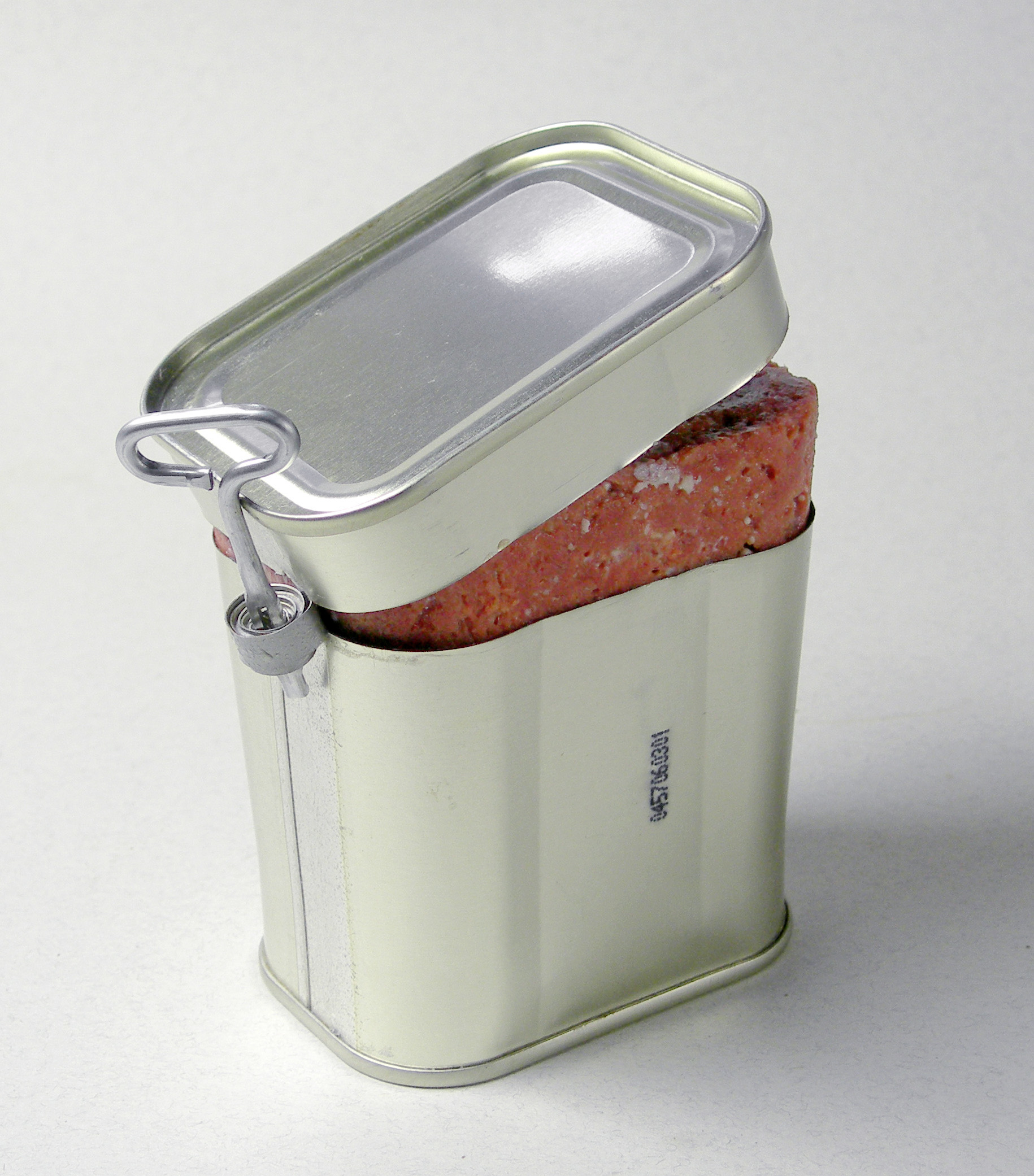
Corned-Beef-Dose mit Öffner

Bei Getränkedosen wurde ab 1962 in den USA der Lift-Tab eingesetzt, womit sich Getränkedosen erstmals ohne Werkzeug öffnen ließen. Eine vorgeprägte, oft relativ schmale Zunge endete in der Mitte, wo mit einem Niet eine einfache Lasche angebracht war. Diese klappte man hoch und konnte den Rest der Zunge herauslösen. Der 1963 patentierte, verbesserte Ring-Pull-Aufreißvorrichtung (englisch: Ring-Pull-Tab) war bis in die späten 1980er / frühen 1990er sehr verbreitet. Heute findet hier der 1974 erfundene Stay-on-Verschluss Verwendung, bei dem der Ring nach oben gedrückt wird, wodurch ein vorgeprägtes Stück Deckelblech in das Innere der Dose gedrückt wird. Der Ring wird dann zurück auf den Deckel geklappt. Die neueste Entwicklung sind wiederverschließbare Getränkedosen mit dem sog. Ball Resealable End von Ball Packaging Europe, bei der ein Kunststoffverschluss zum Öffnen im Uhrzeigersinn und zum Schließen wieder zurückgedreht werden muss.
Sardinendosen oder Corned-Beef-Dosen haben häufig am Deckelblech oder seitlich eine Blechlasche, die in ein schlüsselförmiges, geschlitztes Drehwerkzeug eingesteckt wird. Das Deckelblech oder ein schmaler, vorgeprägter Streifen der Dosenwand wird dann durch Aufwickeln mit dem Drehwerkzeug herausgelöst. Das Drehwerkzeug ist entweder in der Packung beigefügt oder an die Dose angelötet. Im letzteren Fall kann der Drehschlüssel zum Gebrauch an einer Sollbruchstelle durch Hin- und Herbiegen abgebrochen werden. Diese Dosen lassen sich oft nicht (einfach) mit herkömmlichen Dosenöffnern öffnen, weil die Börtelkante am Deckel/Boden anders ausgeführt ist.
Konservendosen mit Ring-Pull-System bei Fertiggerichten kamen erst um 1990 auf den Markt. Hierbei ist der Deckel am Rand vorgeprägt, bei eher rechteckigen Fischdosen verjüngt sich die Prägung zum Ring hin. Mit Hochklappen des Rings wird eine erste kleine, runde Stelle eingedrückt und mit Hilfe des Rings kann man den Rest des Deckels abziehen.

## Sonstiges
- In einer Nebenbedeutung, die auf Akif Pirinçcis Roman Felidae zurückgeht, bezeichnen sich Katzenhalter oft selbstironisch als Dosenöffner oder Dosies. Sie bringen damit zum Ausdruck, worin sie (gewissermaßen mit den Augen ihrer Katze) ihre eigene hauptsächliche Existenzberechtigung sehen.
- Das Flugzeug Henschel Hs 129 erhielt den Spitznamen „Büchsenöffner“, da es mit seiner panzerbrechenden Bewaffnung in erster Linie zur Panzerbekämpfung eingesetzt wurde.